# Polybia sulciscutis
Polybia sulciscutis är en getingart som beskrevs av Cameron 1912. Polybia sulciscutis ingår i släktet Polybia och familjen getingar. Inga underarter finns listade i Catalogue of Life.